# El signo amarillo
El signo amarillo es un cuento de terror escrito por Robert W. Chambers. Forma parte del libro El rey de amarillo, publicado en 1895.

## Resumen
Un pintor se ve perturbado por la presencia de un repulsivo personaje, aparentemente el cuidador o portero de una iglesia vecina a su estudio. Este personaje comienza a aparecer en las pesadillas de la modelo que trabaja para el pintor y luego en las del propio artista. Un extraño broche, con una incrustación de ámbar y un libro maligno aparecen como mensajes que anticipan el desenlace trágico.